# Символ милля
Символ или знак милля (₥) — типографский символ, который входит в группу «Символы валют» (англ. Currency Symbols) стандарта Юникод: оригинальное название — Mill sign (англ.); код — U+20A5. Используется для представления милля, денежной единицы, равной 1⁄1000 доллара США.

## Начертание
Символ «₥» представляет собой строчную латинскую букву «m», перечеркнутую одной диагональной линией.

## История возникновения и использования
В 1797 году в книге American Accomptant Чонси Ли (англ. Chauncey Lee) предложил использовать для обозначения базовых денежных единиц Североамериканских штатов следующие символы:
- милль — одна косая черта (/);
- цент — две косых черты (//);
- дайм — буква «S», перечёркнутая двумя косыми чертами;
- доллар — удвоенная буква «S», перечёркнутая двумя косыми чертами;
- игл, или орёл (англ. eagle — дословно «орёл») — буква «E».

Это предложение не нашло поддержки, но считается первым случаем использования символа доллара (хоть и в качестве проекта сокращения дайма) в печатном издании.

## Использование в качестве сокращения названий денежных единиц
Символ «₥» используется для представления денежной единицы «милль» (англ. mill), равной 1⁄1000 доллара США.